# Песня зовёт
«Песня зовёт» — советский фильм 1961 года режиссёра Шакена Айманова.

## Сюжет
На речной переправе застревает «Волга» знаменитого певца Досая Нурланова, спешащего на концерт Кызыл-Ту (прим.: собирательный образ казахского аула — многие населённые пункты Казахской ССР носили это название, в переводе — Красный Флаг). Машину берёт на буксир грузовик девушки-шофера Айгуль, которая привозит певца в свой аул где он попадает на празднование 75-летия старейшего колхозника Жаке, где поражён талантами «поющего аула».

## В ролях
- Раиса Мухамедьярова — Айгуль
- Асанали Ашимов — Тойбазар
- Ермек Серкебаев — Досай Нурланов
- Сайфулла Тельгараев — завклубом
- Рахия Койчубаева — эпизод
- Танат Жайлибеков — эпизод
- Муслим Абдуллин — эпизод
- Роза Исмаилова — Камилла

## Песни в фильме
В филме звучат песни «Я тринадцатая дочь», «Синий вечер», «Лирическая песня» в исполнении Нины Дорда и «Песня лучшая моя» в исполнении Ермека Серкебаева.

## Критика
Киновед Кабыш Сиранов отмечал, что в фильме «уместно использованы средства лирической комедии», при этом «музыка, песня служат, подобно слову и действию, средством определённого выражения чувств персонажей», однако, это не просто музыкальный фильм, здесь «музыка и песня исполняются как концертные номера, но, будучи органически связанными с сюжетом фильма, с действиями персонажей, они играют важную роль в раскрытии характеров».

## Награды
II-й зональный смотр-соревнование кинематографистов Средней Азии и Казахстана (1963):
- диплом за лучшее исполнение женской роли Р. Мухамедьяровой исполнительнице роли — Айгуль в фильме «Песня зовёт»;
- диплом за лучшую запись звука — Л . Додоновой — звукооператору фильма «Песня зовёт».